# Galia Club Aïn Sefra
Pour les articles homonymes, voir Galia Club.
 (mars 2018).
Si vous disposez d'ouvrages ou d'articles de référence ou si vous connaissez des sites web de qualité traitant du thème abordé ici, merci de compléter l'article en donnant les références utiles à sa vérifiabilité et en les liant à la section « Notes et références ».
Maillots
Le Galia Club Aïn Sefra (en arabe : نادي غالية عين الصفراء), plus couramment abrégé en GC Aïn Sefra ou encore en GCAS, est un club algérien de football fondé en 1997 et basé dans la commune d'Aïn Sefra, dans la wilaya de Naâma.

## Histoire
Le GCAS a évolué en 3e division et même en 2e division lors de la saison 2001-2002. 
Lors de la saison 2010-11, le club atteint les 1/32 de finale de la Coupe d'Algérie, en étant éliminé par l'US Tebessa. 
Sept ans après, et lors de la saison 2017-18, le club atteint encore les 1/32 de finale de la Coupe d'Algérie, et est éliminé par l'A Bou Saada, pensionnaire de la Ligue 2 algérienne à ce moment-là.